# Aigües negres
Les aigües negres són aigües que han tingut un ús domèstic o industrial intens i que tenen un grau de contaminació o brutícia elevat. Contenen una concentració elevada d'excrements, orina, matèria orgànica o no en suspensió, o residus químics tòxics. Si s'evacuen a la natura, causen greus problemes mediambientals o de salut. L'evacuació sense tractament, com era de costum fins fa poc genera greus problemes de contaminació dels cursos d'aigua, de les reiberes i de les aigües costenques.
En la gestió de l'aigua es distingeixen de les aigües grises i de les aigües blanques. Les grises poc contaminades (aiguà de rentar, de la dutxa…), que tot i no ser potables encara podrien servir amb un tractament lleuger per regar o per omplir les cisternes del vàter. Les aigües blanques són gairebé netes, com l'aigua de pluja, de fonts públiques, excedents de regs…
La situació esdevé problemàtica quan les tres aigües s'evacuen mesclats a la mateixa claveguera. En tal cas, sobretot en cas pluges torrencials, les depuradores desborden i l'aigua bruta s'evacua sense tractar als rius o al mar. Un clavegueram separat resol aquest maldecap, com que evacuar aigües blanques sense tractar no és problemàtic, almenys per la seva composició. El pot ser per un cabal hidràulic excessiu que comporta, per la impermeabilització del sòl. En tal cas s'ha de preveure estanys, prats humits inundables, etc. per tal de donar el temps a la terra d'absorbir l'aigua i alimentar els aqüífers.

## Tractament
Hi ha diferents mètodes de tractament segons la mena de contaminació. Per a la matèria en suspensió, tant orgànica com inorgànica, s'empra la sedimentació i la filtració. Per a la matèria dissolta s'empren els tractaments biològics (de vegades l'oxidació química) si és orgànica, o els mètodes de membranes, com l'osmosi, si és inorgànica. A més, els residus poden servir de primera matèria per instal·lacions de biogàs.
També es pot desinfectar per cloració, bromació, radiació ultraviolada o ozonització. El més usat és la cloració per ser barata, fàcil d'aplicar i efectiva. No obstant això, com que el clor és tòxic per a la vida aquàtica l'aigua tractada amb aquest element s'ha de desclorar abans d'evacuar-la als cursos d'aigua.